# Khosrowshahr
Khosrowshahr (farsi خسروشهر) è il capoluogo della circoscrizione omonima dello shahrestān di Tabriz, nell'Azarbaijan orientale. 